# Acélkék döggomba
Az acélkék döggomba (Entocybe nitida) a döggombafélék családjába tartozó, Európában és Észak-Amerikában honos, fenyvesekben élő, nem ehető gombafaj.

## Megjelenése
Az acélkék döggomba kalapja 2-5 cm széles, alakja domború vagy púpos, idősen laposan kiterül. Felszíne sima, selymesen szálas. Széle bordázott, idősen hullámos lehet. Színe sötét szürkéskék, széle halványabb (Észak-Európában és a Brit-szigeteken ismert egy lilás változata is).
Húsa vékony, fehér, a kalapbőr alatt kékes. Szaga nem jellegzetes vagy kissé lúgszerű, íze nem jellegzetes vagy kissé lisztes.
Kissé ritkás lemezei tönkhöz nőttek. Színük fehér, idősen halvány rózsaszín árnyalattal. 
Tönkje 3-6 cm magas és 1-4 mm vastag. Alakja karcsú, tövéhez fehér micéliumszövedék kapcsolódik. Felszíne hosszanti szálas. Színe sötét szürkéskék.
Spórapora barnásrózsaszínű. Spórája szögletes, 5-8 csúcsú, vékony falú, mérete 7-9 x 6-8 μm. 

### Hasonló fajok
Az ibolyakék döggomba, a kéklemezű pitykegomba, az ibolyaszínű pitykegomba, a feketéskék pitykegomba vagy a lila pénzecskegomba hasonlít hozzá.

## Elterjedése és termőhelye
Európában és Észak-Amerikában honos. Magyarországon ritka.
Fenyvesekben található meg, általában nedves, savanyú, mohás talajon. Júliustól októberig terem. 

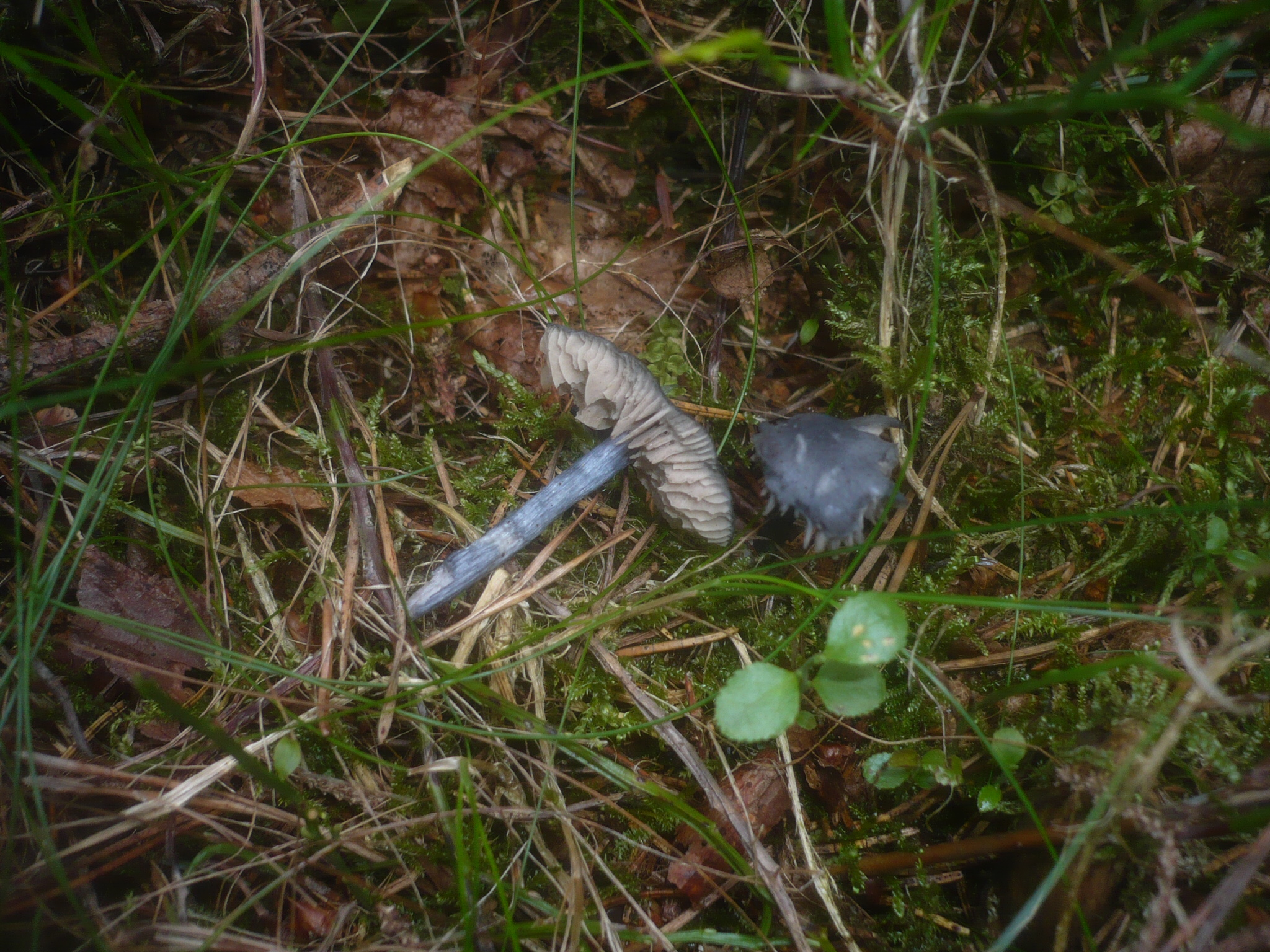
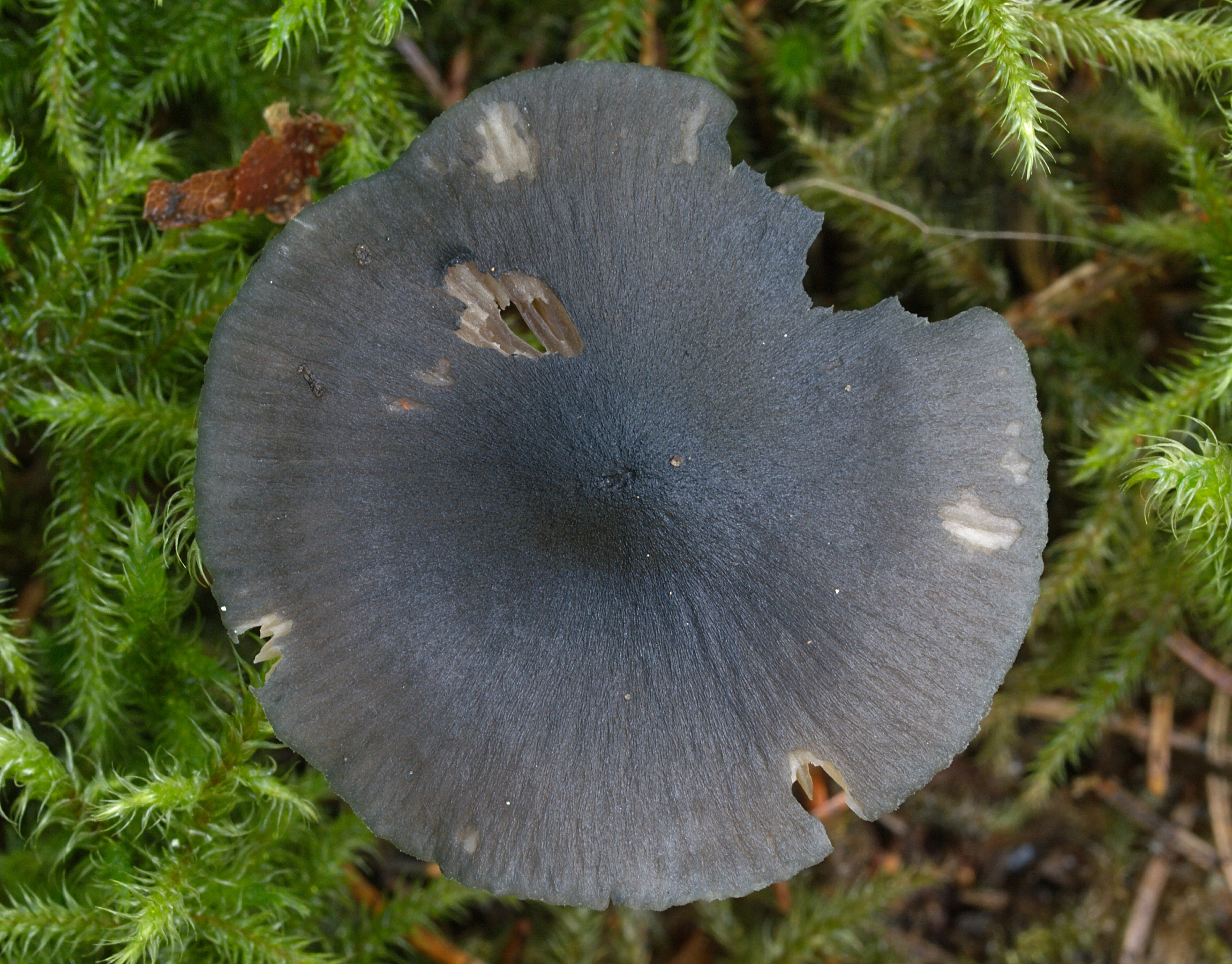
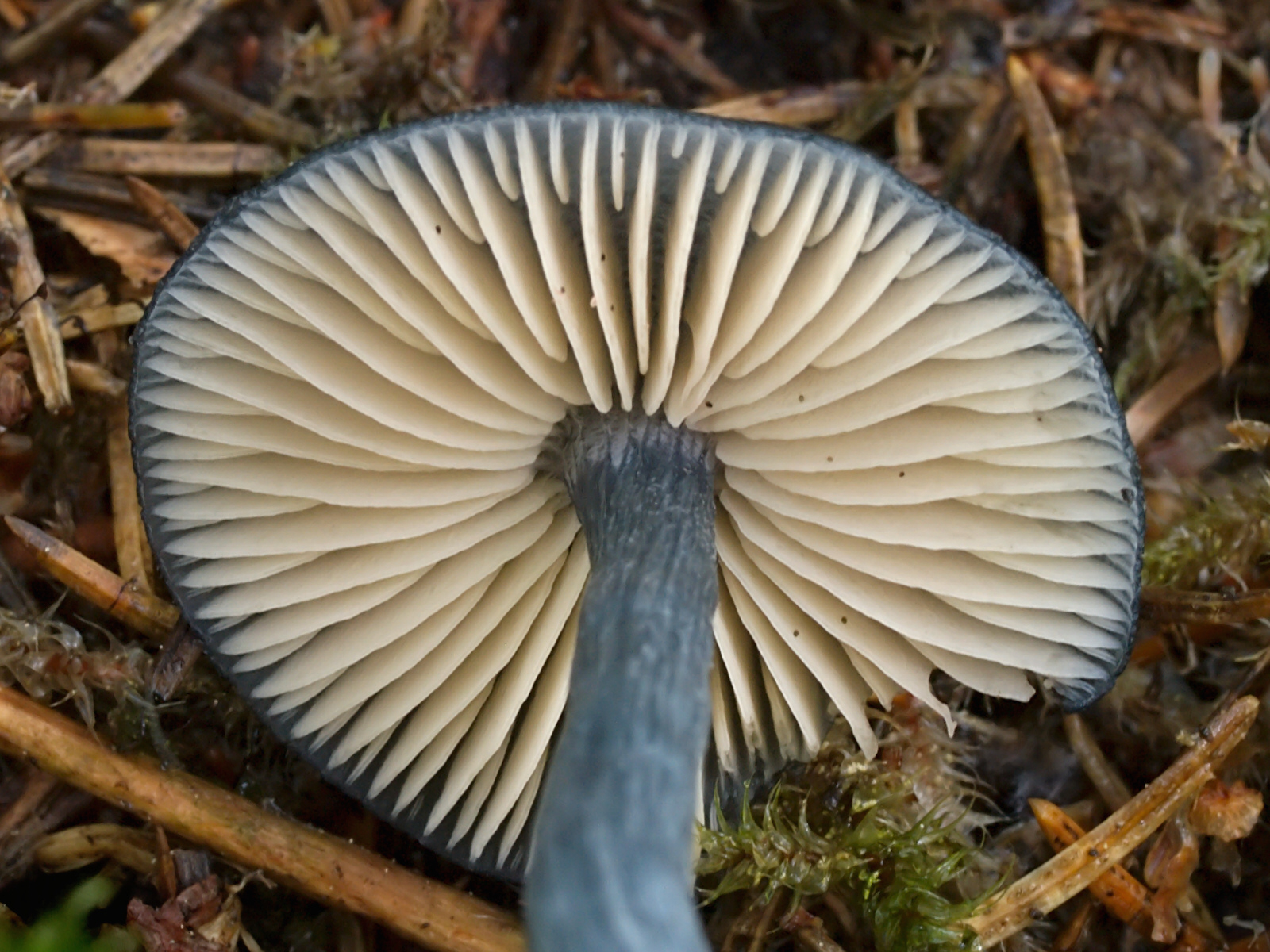
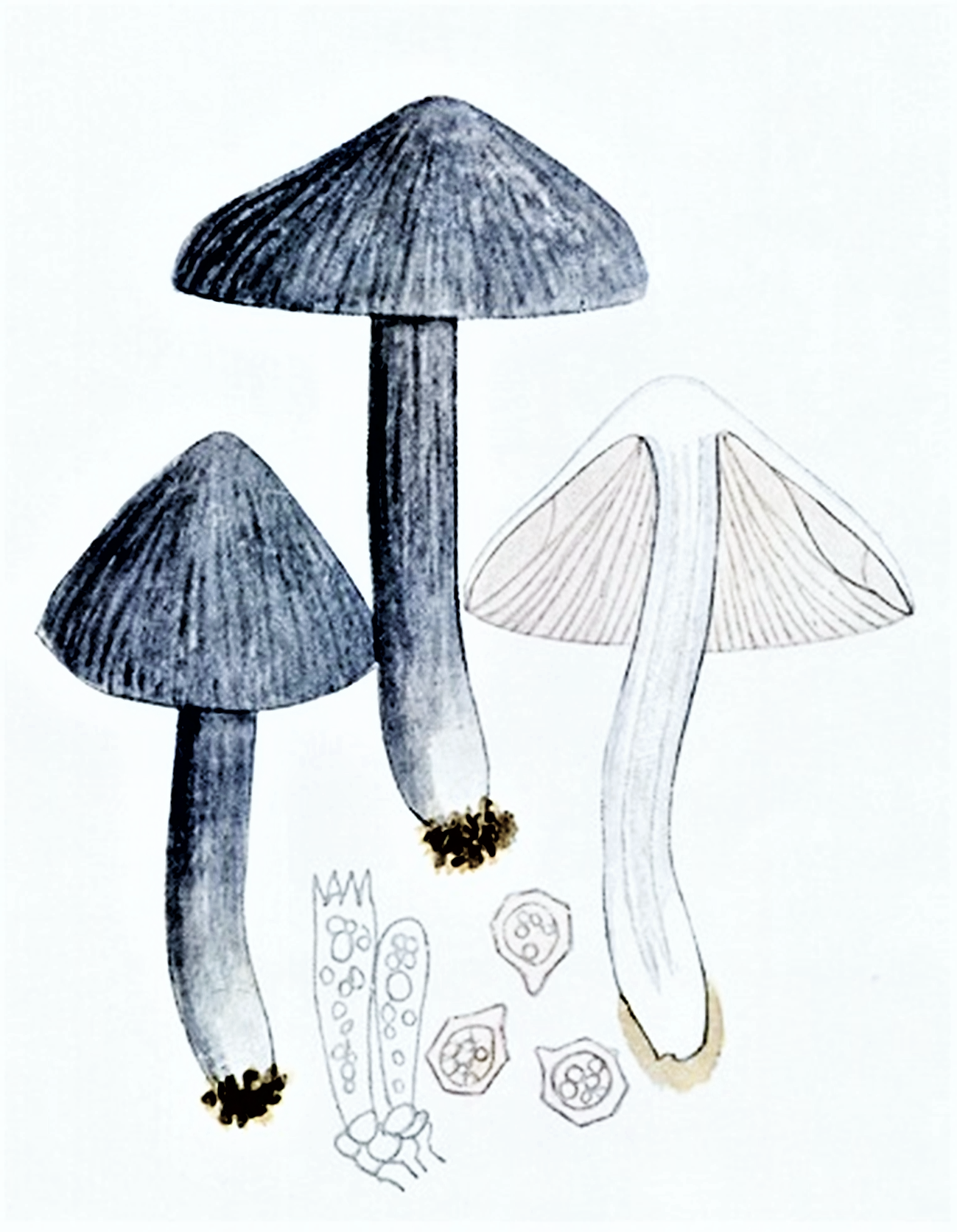

Nem ehető.